# Alfred Finke

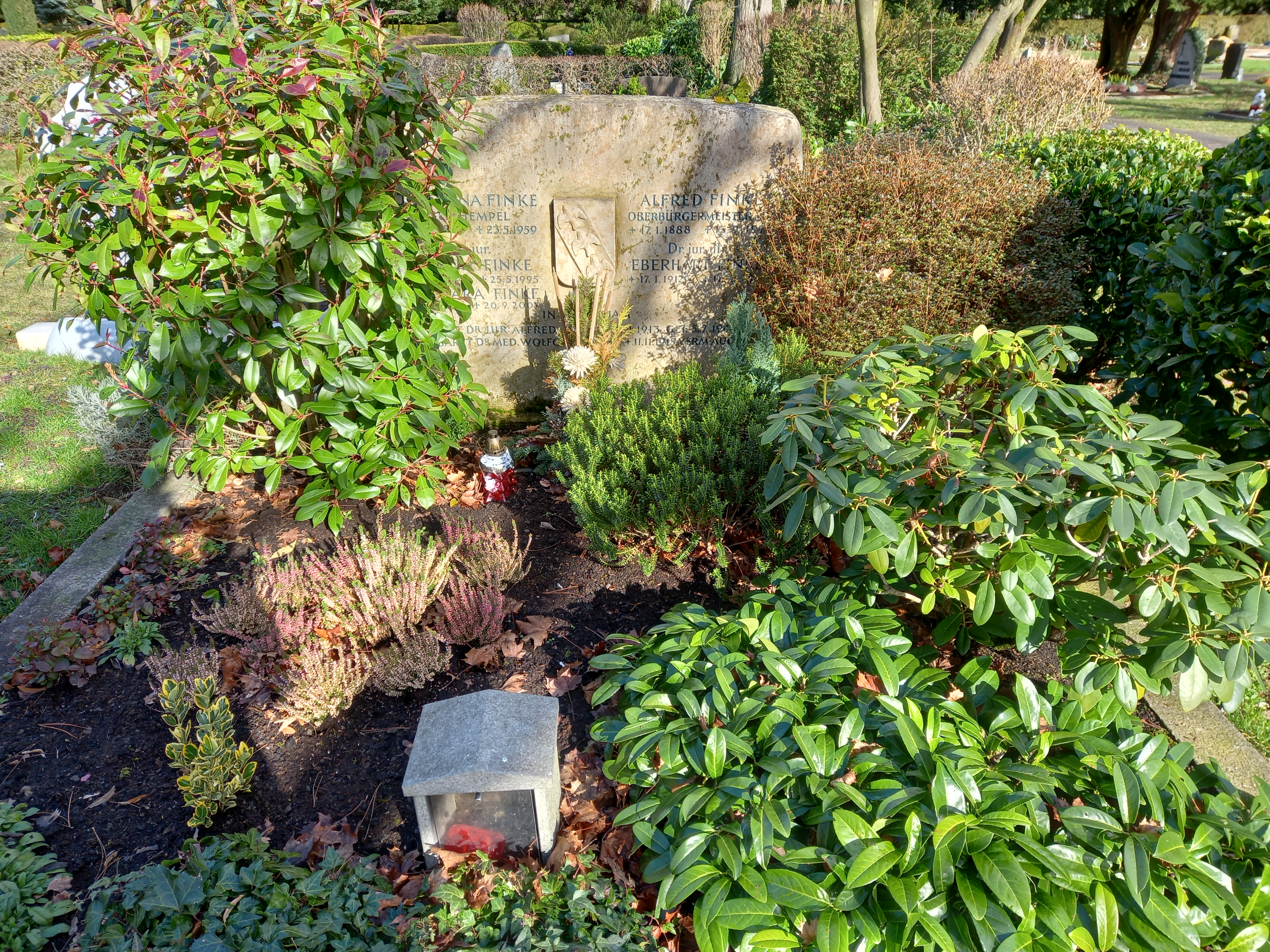
Das Grab von Alfred Finke und seiner Ehefrau Johanna geborene Hempel im Familiengrab auf dem Zentralfriedhof Bad Godesberg in Bonn

Alfred Finke (* 17. Januar 1888 in Magdeburg; † 15. September 1971; vollständiger Name: Julius Alfred Finke) war ein deutscher Kommunalpolitiker.

## Leben
Finke war ein Sohn des Sängers Julius Finke und seiner Frau Walpa geb. Döhring. Er verbrachte seine Jugend in Dresden und studierte an der Universität zu Köln und an der Universität Frankfurt sowie an der Hochschule für kommunale Verwaltung in Düsseldorf, wo er die Befähigung für den höheren Verwaltungsdienst erwarb. Während des Ersten Weltkrieges wurde er in der Zivilverwaltung des Generalgouvernements Warschau eingesetzt. 1917 wurde er Bürgermeister von Wreschen (Provinz Posen), 1920 von Gollnow (Pommern), 1921 von Grünberg in Schlesien, 1927–1929 Oberbürgermeister von Hagen (Westfalen).
Außerhalb seines Amtsbereichs engagierte sich Finke als Vorstandsmitglied des Vereins für Kommunalwirtschaft und Kommunalpolitik sowie der Deutschen Gartenstadtgesellschaft. Außerdem war er Herausgeber der Zeitschrift für Kommunalwirtschaft und der Zeitschrift Wasser und Gas.